# Marshall (film)
Pour les articles homonymes, voir Marshall.
Pour plus de détails, voir Fiche technique et Distribution.
Marshall est un film américain réalisé par Reginald Hudlin, sorti en 2017.

## Synopsis
Thurgood Marshall est un jeune avocat afro-américain de la NAACP. Pour défendre Joseph Spell, un afro-américain, accusé du viol d'une femme mariée blanche de Greenwich, il demande l'aide de Maître Samuel Friedman pour plaider devant la cour du Connecticut. Le juge empêchera Marshall de s'exprimer tout au long du procès.

## Fiche technique
Sauf indication contraire, les informations mentionnées dans cette section peuvent être confirmées par la base de données cinématographiques IMDb,  présente dans la section « Liens externes ».
- Titre original : Marshall
- Réalisation : Reginald Hudlin
- Scénario : Jacob Koskoff et Michael Koskoff
- Direction artistique : Jeff Schoen
- Décors : Richard Hoover
- Costumes : Ruth E. Carter
- Photographie : Newton Thomas Sigel
- Son : Chris Trueman
- Montage : Tom McArdle (en)
- Musique : Marcus Miller
- Production : Reginald Hudlin, Jonathan Sanger (en) et Paula Wagner
  - Production associée : Francis Power, Benben Xu et Jiali Zhang
  - Production déléguée : Chris Bongirne, John Cappetta, Bradley Eisenstein, Wang Jianchun, Dong Jun, Kevin Lamb, Lei Luo, Peter Luo, Tom Ortenberg, Lai Pan, Brandon Powers, David Ryan, Hunter Ryan, Lili Sun, Ellen S. Wander et Yan Xu
  - Coproduction : Chadwick Boseman et Lauren Friedman
- Sociétés de production : Starlight Media, Chestnut Ridge Productions, Hudlin Entertainment, China Wit Media, Starlight Media et Super Hero Films
- Société de distribution : Open Road Films (en) (États-Unis)
- Budget : 12 000 000 $[2]
- Pays d'origine :  États-Unis
- Langue originale : anglais
- Format : couleur — 2,00:1 — son Dolby Digital
- Genre : thriller biographique
- Durée : 118 minutes
- Date de sortie :
  - États-Unis : 20 septembre 2017 (première mondiale à l'université Howard)[3], 13 octobre 2017 (sortie nationale)[4]

## Distribution
- Chadwick Boseman (VFB : Karim Barras) : Thurgood Marshall
- Josh Gad : Samuel Friedman
- Kate Hudson (VFB : Marcha Van Boven) : Eleanor Strubing
- Dan Stevens : Lorin Willis
- James Cromwell : juge Foster
- Sterling K. Brown : Joseph Spell
- Keesha Sharp : Vivien « Buster » Burey
- John Magaro (VFB : Antoni Lo Presti) : Irwin Friedman
- Roger Guenveur Smith : Walter White
- Ahna O'Reilly : maître Richmond
- Jeremy Bobb : John Strubing
- Derrick Baskin (en) : Tad Lancaster
- Jeffrey DeMunn : Dr Sayer
- Sophia Bush : Jennifer
- Jussie Smollett : Langston Hughes
- Rozonda Thomas : Zora Neale Hurston
- Brendan Burke (VFB : Jean-Michel Vovk) : capitaine Burke
- Marina Squerciati : Stella Friedman

## Production

### Développement
Le 16 décembre 2015, il est annoncé que Chadwick Boseman incarnera Thurgood Marshall, le premier juge afro-américain à la Cour suprême, dans un film nommé Marshall et réalisé par Reginald Hudlin. Le script provient d'un avocat nommé Michael Koskoff. Ce dernier commence à écrire des scénarios à l'âge de 60 ans, lorsque Jack Zeldes, un ami également avocat, décédé en 2013, lui parle de l'affaire Marshall et lui suggère d'écrire un script.
Koskoff écrit alors plusieurs brouillons durant des années, ce qui intéresse la productrice Paula Wagner et le réalisateur Reginald Hudlin. Après la lecture des brouillons, Wagner convainc Koskoff qu'il va falloir plus de travail. Koskoff demande alors à son fils, Jacob Koskoff, de l'aider à développer l'histoire. Le 31 janvier 2017, Open Road Films (en) fixe la date de sortie du film au 13 octobre 2017.

### Tournage
Le tournage débute à la mi-décembre 2015 à Los Angeles, avant qu'il ne soit mis en pause pour que Reginald Hudlin puisse jouer son rôle de producteur pour la 88e cérémonie des Oscars. Il reprend le 23 mai 2016 dans la ville de Buffalo, notamment au Buffalo City Hall, Buffalo Central Terminal et à Niagara Falls. Selon Hudlin, Buffalo fut choisie comme lieu de tournage en raison de son architecture et de l'engagement de la ville à préserver les bâtiments historiques. Le tournage s'achève le 1er juillet 2016.